# Bob Pinciotti
Robert Giovanni Pinciotti (geboren op 14 juli 1937), bekend als Bob, is een personage in de Amerikaanse televisieserie That '70s Show van Fox Networks, gespeeld door Don Stark.

## Biografie
Bob is geboren en opgegroeid in Madison (Wisconsin), waar hij ook zijn echtgenote Midge Pinciotti heeft leren kennen. Samen hebben ze een dochter Donna. Hij is de eigenaar van Bargain Bob's, een winkel met huishoudtoestellen. In het derde seizoen gaat zijn zaak failliet omdat hij niet kan concurreren met Price Mart. Aanvankelijk heeft hij het daardoor financieel enigszins moeilijk, totdat hij een apparaat bedenkt om tissues op de zonneklep van een wagen te bevestigen en een fortuin vergaart door zijn uitvinding te verkopen.
Bob en Midge zijn de buren van Red en Kitty. Ze wonen in een eerder kitscherig ingericht huis, maar zelf vinden ze het heel stijlvol. In 1978 scheiden Bob en Midge omdat Midge zich niet meer gelukkig voelt in haar rol als huisvrouw en Bob zich niet kan neerleggen bij haar nieuw gevonden vrijheid.
Bob schept vaak op over zijn dienst bij de National Guard, wat Red als oorlogsveteraan steevast irriteert. Bob staat erom bekend dat hij door zijn huis loopt met zijn badjas wijd open en zonder ondergoed. Hij eet constant, zelfs in bed. Bob is niet bijster intelligent, maar hij heeft wel het hart op de juiste plaats en is bijna altijd goed gehumeurd.

## Relaties
Aanvankelijk is Bob getrouwd met zijn jeugdliefde Midge. Hun huwelijk kende een hobbelig parcours, wat uiteindelijk leidde tot een scheiding. Hierdoor was Bob een tijdlang depressief. Na de scheiding keerde Midge nog even terug, maar uiteindelijk vertrok ze voorgoed naar Californië.
Vervolgens had Bob een relatie met Joanne Stupak, die hij ontmoette in de supermarkt. Zij leerde hem koken nadat Midge hem verlaten had en hij zelf niet wist hoe dat moest. Toen zijn scheiding definitief geregeld was dacht hij er even aan om met haar te trouwen, maar uiteindelijk liep hun relatie op de klippen. Joanne wou het daarna nog wel opnieuw proberen, maar Bob zag dat niet zitten.
Daarna leerde Bob Pam Burkhart kennen, de moeder van Jackie. Dat was niet naar de zin van Donna en Jackie, die er alles aan deden om ze uit elkaar te halen. Donna was ervan overtuigd dat Pam alleen geïnteresseerd was in Bob vanwege zijn geld. Na de terugkeer van Midge had Bob een relatie met zowel Midge als Pam. Uiteindelijk maakt Pam het uit omdat ze vond dat ze orde op zaken moet stellen in haar leven. Ze keerde uiteindelijk terug naar Mexico.

## Trivia
- In seizoen 1 hebben Bob en Midge drie dochters: Valerie, Tina en Donna. Tina is kort te zien in de aflevering Eric's Burger Job, Valerie wordt enkel vermeld in de aflevering Eric's Birthday. Aan geen van beide dochters wordt door de makers van de serie later nog gerefereerd, Donna wordt beschouwd als enig kind.
- Zijn achternaam doet vermoeden dat Bob van Italiaanse afkomst is, waar enkele keren een toespeling op gemaakt wordt in de show.
- In de aflevering  Burning Down The House blijkt dat hij een toupetje draagt.